# Kankrej

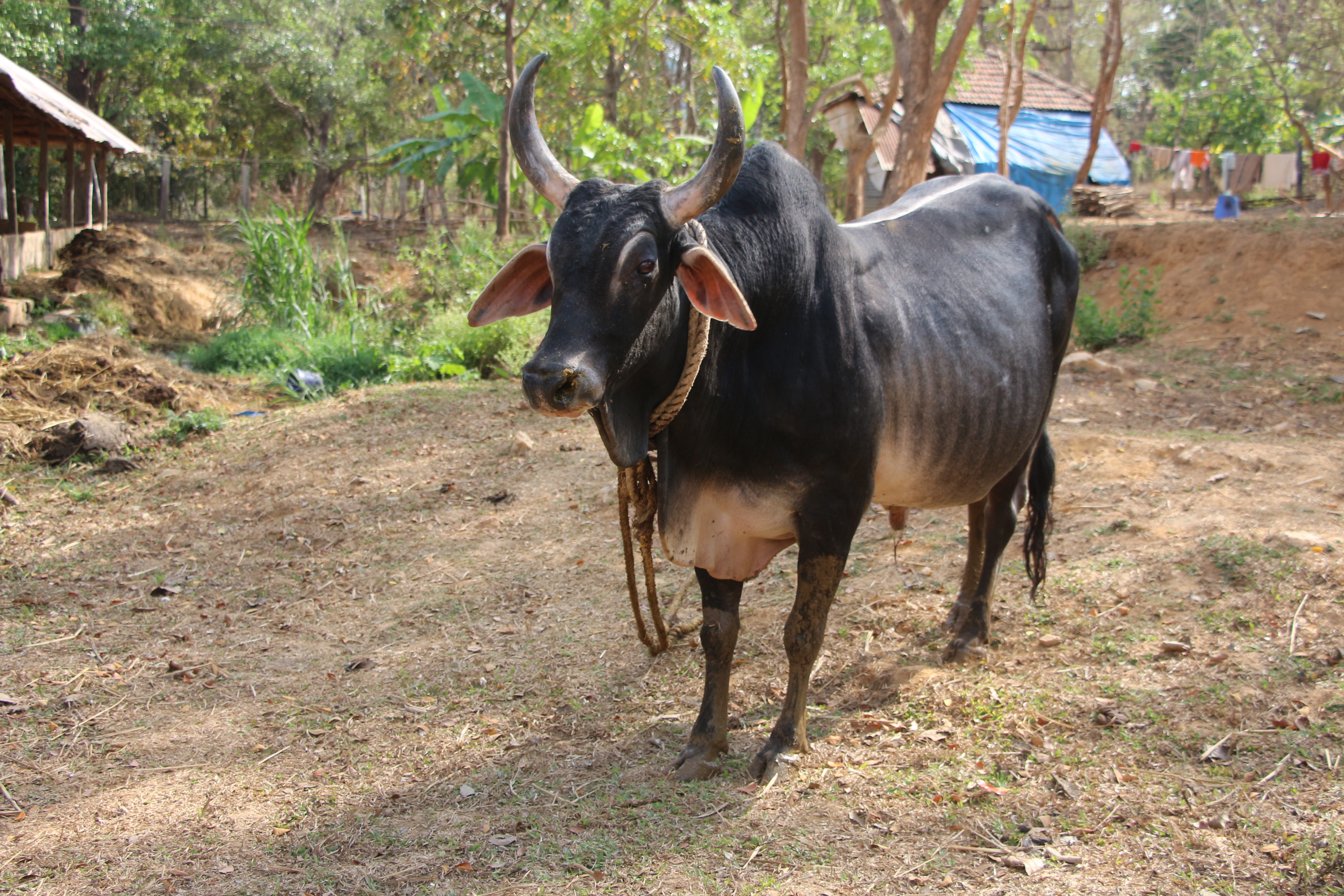
Kankrej-Kuh

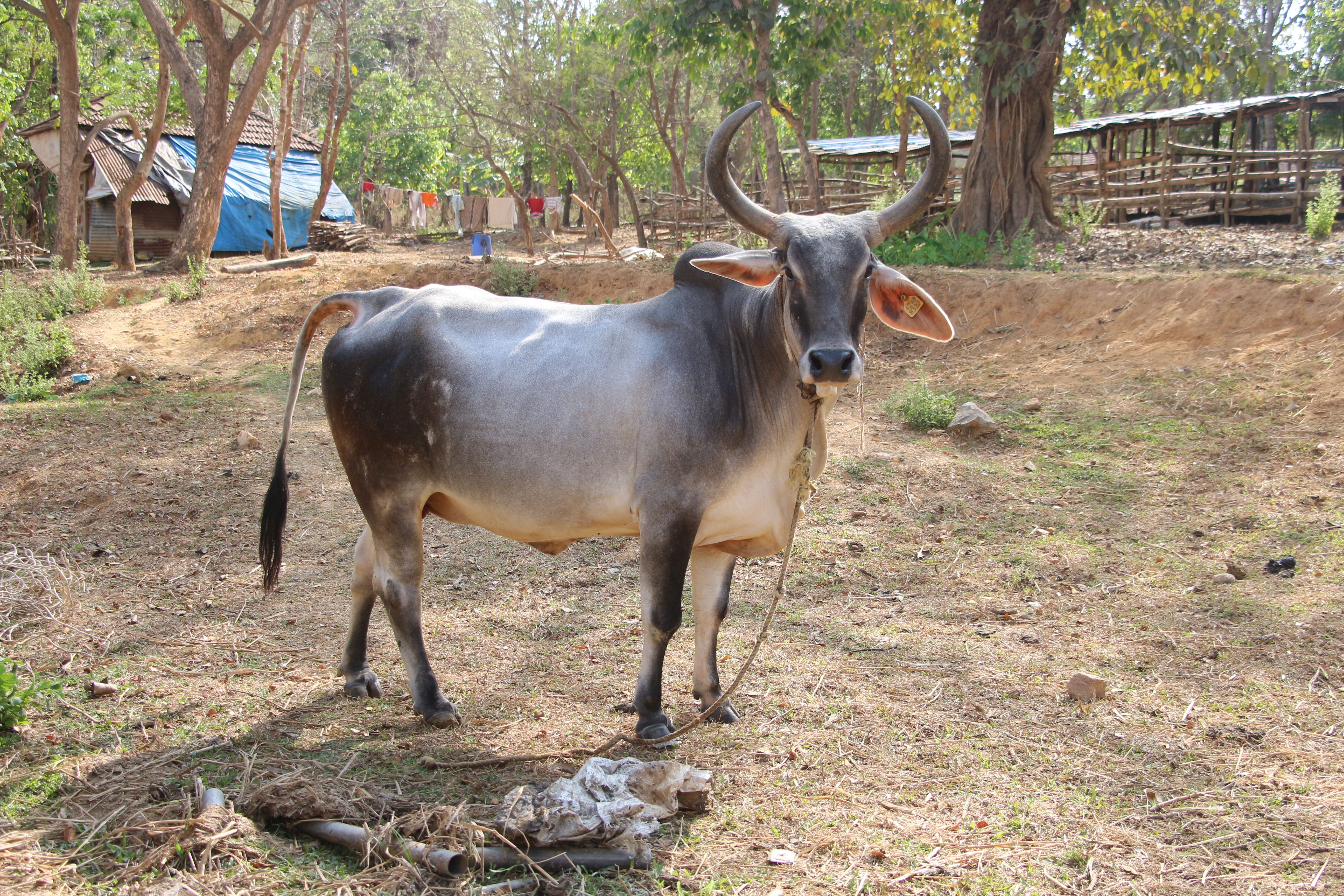
Kankrej-Bulle

Kankrej (Hindi कंकरेज) ist eine Zebu-Rinderrasse, die ihren Ursprung in der Gegend von Kankrej im Distrikt Banaskantha im Nordosten des Bundesstaats Gujarat in Indien hat. Schon in den etwa 5000 Jahre alten Felszeichnungen von Mohenjo-Daro im Sindh sind Zebus abgebildet, die den heutigen Kankrej sehr ähnlich sind, was darauf hinweist, dass die heutige Zebu-Rasse sehr alte Wurzeln hat. Kankrej-Rinder ähneln der Rasse Malvi aus Rajasthan.
Das Kankrej ist eine Zweinutzungsrasse für die Fleischproduktion und als Zugtier. Es ist groß und besitzt lange Hörner. Die Stiere sind am Kopf und den Vorderbeinen dunkler; der Rest des Körpers ist heller.
Kankrej-Rinder sind eine der Hauptrassen, die für die Zucht der amerikanischen Brahman-Rinder verwendet wurden, gemeinsam mit den Guzerats, den Girs und den Nelores.
Wie alle Zebus zeigen die Kankrej alle Vorteile in den Tropen und Halbtropen: gute Hitze-Toleranz und Krankheitsresistenz.